# Перехвальский, Николай Андреевич
Николай Андреевич Перехвальский (28 февраля 1873, Рязанская губерния, Россия — 15 мая 1966, Нью-Йорк, США) — протоиерей Русской православной церкви.

## Биография

### Семья
Отец — Андрей Николаевич Перехвальский (1847—1904), окончил Рязанскую духовную семинарию (1871), учитель и законоучитель Одоевского земского училища Данковского уезда (1871—1873), православный священник села Ермолово Скопинского уезда (рукоположён 12.8.1873), законоучитель училища села Ермолово (1876), священник Христорождественской церкви села Круглого Данковского уезда (с 2.8.1878), законоучитель училища села Круглого (1878) и в построенной им церковной школе села Круглого (1901). Имел награды до наперсного креста от Святейшего синода (14.5.1900).
Мать — Екатерина Ивановна (урождённая Тихвинская) (род. в 1855 году).
Жена — Ираида Михайловна Сушкова (23.8.1879 — 18.8.1975), окончила Рязанское женское епархиальное училище (1896).
Дети — сын Александр (род. 12.1.1901), Андрей (род. 27.8.1907), дочь Ираида (род. 26.3.1917).

### Образование
Обучался в Рязанской духовной семинарии, которую окончил в 1894 году по первому разряду. 22 июня 1898 года окончил курс Казанской духовной академии со степенью кандидата Богословия.

### Преподавательская и церковная деятельность
Исполнял различные преподавательские должности в Вяземском духовном училище, Архангельской духовной семинарии, Рижской городской гимназии, при Мариинском приюте Рижского Русского благотворительного общества, Александровского начального училища, Рижской Александровской гимназии, Рижской гимназии Императора Николая I, Рижского городского реального училища.
1 ноября 1899 года рукоположён во священника к церкви Пресвятой Богородицы «Всех Скорбящих Радости», затем перемещён на вакансию второго священника к Рижской Александро-Невской церкви.
С 20 сентября по 6 октября 1905 года являлся депутатом первого в истории Рижской епархии Епархиального собора.
Во время Первой мировой войны находился в эвакуации в Ярославле.
Во второй половине 1918 года по просьбе митрополита Ярославского и Ростовского Агафангела поступил на службу в Ярославскую епархию, совершал служение в кафедральном Успенском соборе Ярославля. 20 декабря 1918 года назначен секретарём Ярославского епархиального совета. 20 февраля 1919 года определён настоятелем Сретенской церкви Ярославля.
С 8 сентября 1918 года решением приходского совета Александро-Невской церкви Риги избран настоятелем, однако по факту занимал эту должность лишь с момента возвращения из Ярославля с 28 сентября 1921 года.
Преподавал в Рижской духовной семинарии (после её восстановления), а также в других учебных заведениях — в гимназии Олимпиады Лишиной, в основных школах Лидии Рубисовой-Сидяковой и М. Бородич. С 1929 года по 1932 год преподавал в гимназии Л. Тайловой, с августа 1932 года — в 6-й основной школе и в Рижской городской русской гимназии.
12 декабря 1932 года избран благочинным Рижских приходов.
С 22 ноября 1933 по май 1940 года являлся редактором-издателем журнала «Вера и жизнь».
12 августа 1935 года избран членом Синода Латвийской православной церкви.
С началом Второй мировой войны продолжал работу в школе (до 1940 года), преподавал и на Правительственных русских педагогических курсах.
После учреждения Прибалтийского экзархата (24.3.1941) было создано Экзаршее управление, и 15 мая 1941 года протоиерей Николай Перехвальский был назначен его членом. Ввиду увеличившейся нагрузки был освобождён от исполнения должности Рижского благочинного. После упразднения Экзаршего управления (1.9.1942) был назначен товарищем председателя Латвийского епархиального совета. 15 июня 1944 года вновь назначен исполняющим обязанности благочинного Рижских приходов.

### Деятельность в период эмиграции
В результате наступления советских войск на территорию Латвии и начала военных действий около г. Риги — был вынужден эвакуироваться. 27 сентября 1944 г. переехал в г. Лиепаю. 9 октября 1944 г. вместе с епископом Иоанном (Гарклавсом) и группой латвийских православных священников с семьями, которые пытались сохранить Тихвинскую икону Божией Матери, покинули территорию Латвии.
Через Гданьск и Шнайдемюлле группа священнослужителей проследовала в Яблонец (где она остановилась до августа 1945 г.), затем продолжила свой путь через Прагу и Пилзен в городок Амберг (Бавария), где находился лагерь для перемещённых лиц. Здесь был освящён небольшой храм, в котором протоиерей Николай Перехвальский совершал богослужения. В лагерных школах им было организовано преподавание Закона Божия.
В июне 1946 года группа латвийских священнослужителей была переведена в лагерь Герсбрук; там был устроен православный храм, в котором в основном служил протоиерей Николай Перехвальский.
После подписания соглашения о создании Латвийской Православной Церкви в эмиграции (20.10.1946 г.), был избран Синод во главе с епископом Иоанном (Гарклавсом) и протоиерей Николай был включён в состав Синода.
1 октября 1947 года епископ Иоанн (Гарклавс) обратился к мирополиту всея Америки и Канады Феофилу (Пашковскому) с просьбой принять его и всё сопровождающее его духовенство в клир Северо-Американской Митрополии. В ноябре 1947 года прошение было удовлетворено и после принятия Конгрессом США закона «О перемещённых лицах» протоиерей Николай Перехвальский с матушкой 31 мая 1949 года переехал в Бремен, 8 июня отплыл в США и 18 июня — прибыл в г. Нью-Йорк.
Прошение протоиерея Николая Перехвальского о принятии его на службу в Северо-Американскую митрополию было удовлетворено митрополитом Феофилом и 14 июля 1949 года протоиерей Николай был назначен настоятелем церкви св. Иоанна Крестителя в г. Лоренс шт. Массачусетс. В конце 1949 года протоиерей Николай был переведён в г. Вашингтон, однако вскоре переехал в г. Нью-Йорк к епископу Иоанну (Гарклавсу). Вначале протоиерей Николай совершал требы и иногда подменял священников на богослужении в Покровском кафедральном соборе г. Нью-Йорка, 16 августа 1950 года он был назначен временно внештатным священником собора, а 14 августа 1951 года стал постоянным внештатным священником собора.
В это же время протоиерей Николай стал активно сотрудничать с журналом «Русско-Американский Православный Вестник». В 1960 году он был назначен членом Комиссии по составлению обзора деятельности Благотворительного Комитета.
Скончался протоиерей Николай 15 мая 1966 года. Отпевание его было совершено 17 мая 1966 года в Свято-Покровском соборе г. Нью-Йорка митрополитом всея Америки и Канады Иринеем (Бекишем) в сослужении окружного духовенства. Похоронен на русском православном Свято-Владимирском кладбище в местности Джексон, около г. Кесвилл шт. Нью-Джерси.

## Награды
30 декабря 1900 г. за усердие к службе по Учебному ведомству награждён набедренником.
10 сентября 1902 г. за особые труды по ведению внебогослужебных собеседований в Рижском Кафедральном Соборе, удостоен Архипастырской благодарности с призыванием Божия благословения, со внесением сего в послужной список.
26 ноября 1903 г. награждён скуфьёй.
6 мая 1907 г. награждён камилавкой.
6 мая 1911 г. награждён золотым наперсным крестом.
Имел светло-бронзовую медаль и нагрудный крест в память 300-летия царствования Дома Романовых.
В 1914 г. награждён орденом св. Анны 3-й степени.
С 1916 г. — в сане протоиерея.
29 марта 1920 г. за помощь в организации епархиальной жизни награждён палицей.
В 1924 г. решением синода ЛПЦ награждён наперсным крестом с украшениями.
18 ноября 1938 г. награждён орденом Трёх звёзд 4-й степени.
В 1939 г. награждён митрой.
7 января 1961 года награждён саном протопресвитера.

## Образ жизни, характер
Уже со времени учёбы в Казанской духовной академии о. Николай отличался своим образом жизни, который впоследствии удивлял, а иногда даже и раздражал окружающих. Во-первых, он всегда строго соблюдал посты и по окончании поста также старался не есть скоромное, придерживался принципа раздельного питания. Во-вторых, жил по чётко разработанному распорядку дня; в одно и то же время он просыпался, молился, занимался утренней гимнастикой, потом умывался и т. д.. Ни непогода, ни какие-то служебные или житейские обстоятельства не могли нарушить его распорядок. Все окружающие знали, что в определённое время его нельзя было тревожить. Распорядок дня позволял о. Николаю постоянно быть в хорошей физической форме и сохранять ясность ума. Он был на редкость собранным и дисциплинированным человеком.
Помимо богословия, о. Николай знал древнегреческий, латинский, церковнославянский, древнееврейский, французский, немецкий языки, со временем освоил и латышский язык.
Отец Николай был начитанным и глубоко эрудированным человеком, при желании и необходимости мог давать частные уроки. Ученики уважали о. Николая, как знающего и высокообразованного преподавателя, уроки которого давали духовное образование и помогали формированию личности, расширяли кругозор и давали возможность понять духовные ценности разных народов.

## Труды
Протоиерей Николай Перехвальский много писал, редактировал и издавал при помощи приходского Совета рижского Александро-Невского храма периодические издания, учебную, религиозно-нравственную и другую литературу.
В период с 1925 по 1929 гг. вышел в свет комплект учебников по Закону Божию, который состоял из 5 книг, также был подготовлен учебник по церковной истории для гимназий.
Под редакцией о. Николая Перехвальского приходской совет рижской Александро-Невской церкви издал «Православный молитвенник», «Молитвенник для учащихся школ», «Божественную Литургию с объяснением», акафисты и поминальные книжки.
Также издавался «Православно-русский календарь» (с 1920 по 1933 гг.), в котором протоиерей Николай Перехвальский, наряду с информацией о церковной и общественной жизни Латвии, размещал свои небольшие статьи богословского содержания, например:
1922 г. — «О соборности в церковной жизни»;
1923 г. — «О Православии», «Понятие о Церкви Христовой», «Единство Церкви», «Что необходимо для нашего спасения», «Кто православный христианин», «О наречении имён», «Христианство и социализм»;
1925 г. — статьи посвящённые 1600-летию Первого Вселенского Собора и 100-летию рижской Александро-Невской церкви;
1929 г. — «Значение христианства в истории».